# Río Arctic Red
El río Arctic Red (en inglés: Arctic Red River, literalmente, 'río Rojo Ártico) es un río del Ártico canadiense, un afluente del río Mackenzie que discurre por los Territorios del Noroeste. En 1993, el río fue designado como parte del sistema de ríos del patrimonio canadiense. También fue el nombre de una comunidad en el Mackenzie donde desagua el río, ahora conocida como Tsiigehtchic. La carretera Dempster cruza el Mackenzie en este punto.
Las cabeceras del río Arctic Red están en las montañas Mackenzie, desde donde fluye unos 500 km en dirección noroeste hasta su confluencia con el Mackenzie. Todo el valle, en el curso superior del río, está dominado por los glaciares. Cuando atraviesa la meseta Peel, el río discurre por un profundo cañón causado por la erosión termocárstica, de 100 a 200 m de profundidad, que se caracteriza por unos acantilados de esquisto negro. Los 200 km del curso inferior del río son navegables por kayakistas y canoístas, sin necesidad de porteo. Desemboca por la margen izquierda en el río Mackenzie, en su curso final, poco antes de la desembocadura del río Peel.
El nombre aborigen para el río, Tsiigèhnjik, que significa 'río de hierro'.
Medido en una galga a unos 90 km de la boca, el caudal medio entre 1968 y 2011 fue de 158 m³/s. La descarga más alta registrada fue de 3000 m³/s, en mayo de 1991, y la mínima de 9,32 m³/s, en diciembre de 1973.

## Historia
A las orillas del río vivían los kutchin (también conocidos como gwich'in). En 1789, el explorador y comerciante de piles escocés, Alexander MacKenzie, realizó un viaje en canoa por el Mackenzie, de ida y vuelta, pasando por la desembocadura del Arctic Red. En 1868 llegaron los primeros misioneros de católicos al río y en 1921 se construyó una iglesia. A finales del XIX y principios del XX establecieron en el río sendos puestos comerciales la Compañía de la Bahía de Hudson y la Northern Trading Company.